# Klášter Barroux
Klášter Barroux (plným názvem Abbaye Sainte-Madeleine du Barroux) je benediktinské opatství ve Francii.

## Historie
Klášter založil v roce 1970 Dom Gérard Calvet. Klášterní komunita zachovávala (a dodnes zachovává) liturgii v tradiční podobě před reformami 2. vatikánského koncilu.
Klášter původně byl navázán na osobu arcibiskupa Lefebvra. Ten v roce 1988 udělil Římem nedovolená biskupská svěcení, čímž měl podle Svatého stolce upadnout do exkomunikace. Následně představení kláštera začali vyjednávat s Římem o své kanonické regularizaci. K té došlo ještě v roce 1988. 
V roce 2002 založilo opatství převorství Sainte-Marie de La Garde. V roce 2008 byl klášter včleněn do Benediktinské konfederace. 

## Řeholní komunita
V roce 2013 žilo v opatství 57 mnichů a uchazečů o mnišství a v závislém převorství dalších 11 mnichů.

## Opati
- 1989–2003 Gérard Calvet
- 2003-dodnes Louis-Marie de Gayer Orth